# Ishpeming
Ishpeming is een plaats (city) in de Amerikaanse staat Michigan, en valt bestuurlijk gezien onder Marquette County.

## Demografie
Bij de volkstelling in 2000 werd het aantal inwoners vastgesteld op 6686.
In 2006 is het aantal inwoners door het United States Census Bureau geschat op 6469, een daling van 217 (-3.2%).

## Geografie
Volgens het United States Census Bureau beslaat de plaats een oppervlakte van
24,0 km², waarvan 22,5 km² land en 1,5 km² water. Ishpeming ligt op ongeveer 472 m boven zeeniveau.

## Geboren
- Glenn Seaborg (1912-1999), scheikundige, kernfysicus en Nobelprijswinnaar (1951)

## Plaatsen in de nabije omgeving
De onderstaande figuur toont nabijgelegen plaatsen in een straal van 24 km rond Ishpeming.